# مسجد جامع سده
مسجد جامع سده مربوط به دوره صفوی است و در قائن، کنار جاده قائن به بیرجند واقع شده و این اثر در تاریخ ۱۰ دی ۱۳۸۱ با شمارهٔ ثبت ۶۷۳۳ به‌عنوان یکی از آثار ملی ایران به ثبت رسیده است.